# Жан-Марі Пфафф
Жан-Марі Пфафф (нід. Jean-Marie Pfaff; нар. 4 грудня 1953, Леббеке) — колишній бельгійський футболіст, воротар.
Насамперед відомий виступами за «Беверен» та «Баварію», а також національну збірну Бельгії.
Включений до переліку «100 найкращих футболістів світу», складеного у 2004 році на прохання ФІФА легендарним Пеле. 2000 року посів 16-е місце у переліку найкращих футбольних воротарів XX століття, складеного Міжнародною федерацією футбольної історії і статистики.

## Клубна кар'єра
У дорослому футболі дебютував 1970 року виступами за «Беверен», в якому провів десять сезонів, взявши участь у 276 матчах чемпіонату. Більшість часу, проведеного у складі «Беверена», був основним гравцем команди. За цей час виборов титул чемпіона Бельгії.
Своєю грою привернув увагу представників тренерського штабу «Баварії», до складу якої приєднався 1982 року. Відіграв за мюнхенський клуб наступні шість сезонів своєї ігрової кар'єри. Граючи у складі мюнхенської «Баварії» також здебільшого виходив на поле в основному складі команди. За цей час додав до переліку своїх трофеїв три титули чемпіона Німеччини, крім того став дворазовим володарем Кубка Німеччини.
Протягом сезону 1988–89 років захищав кольори «Льєрса».
Завершив професійну ігрову кар'єру у турецькому клубі «Трабзонспор», за який виступав протягом 1989–1991 років.

## Виступи за збірну
1976 року дебютував в офіційних матчах у складі національної збірної Бельгії. Протягом кар'єри у національній команді, яка тривала 11 років, провів у формі головної команди країни 64 матчі.
У складі збірної був учасником чемпіонату Європи 1980 року в Італії, де разом з командою здобув «срібло», чемпіонату світу 1982 року в Іспанії, чемпіонату Європи 1984 року у Франції та чемпіонату світу 1986 року у Мексиці.

## Титули і досягнення

### Командні
- Володар Кубка Бельгії (1):

«Беверен»: 1977-78
- Володар Суперкубка Бельгії (1):

«Беверен»: 1979
- Чемпіон Бельгії (1):

«Беверен»: 1978-79
- Чемпіон ФРН (3):

«Баварія»: 1984-85, 1985-86, 1986-87
- Володар Кубка ФРН (2):

«Баварія»: 1983-84, 1985-86
- Володар Суперкубка ФРН (1):

«Баварія»: 1987
- Віце-чемпіон Європи: 1980

### Особисті
- Футболіст року в Бельгії: 1978
- Найкращий воротар світу за версією IFFHS: 1987
- Включений до списку ФІФА 100: 2004